# Cantón de Sète
El cantón de Sète es una división administrativa francesa, situada en el departamento del Hérault y la región Occitania.

## Composición
El cantón de Frontignan agrupa una sola comuna:
- Sète

|  |  |